# Bossiaea cordigera
Bossiaea cordigera , thường được biết đến với tên Wiry Bossiaea, là một loài thực vật có hoa thuộc họ Fabaceae. Nó là loài đặc hữu của to Victoria và Tasmania ở Úc. Loài này được chính thức miêu tả năm 1856 by Joseph Dalton Hooker.